# Ryszard Czerniawski (andynista)
Ryszard Czerniawski (ur. 7 lutego 1943 w Teheranie) – polski geolog, andynista, działający po II wojnie światowej w Argentynie, działacz harcerski tamże.

## Życiorys
Ryszard Czerniawski był członkiem Harcerskiego Klubu Andynistycznego założonego w 1968 roku przez Wacława Blicharskiego. 14 stycznia 1969 roku w ramach wyprawy eksploracyjnej zorganizowanej przez Blicharskiego wszedł na dziewiczą górę w lodowcowym rejonie Cordillera de Santa Clara w Andach Środkowych, na północ od Tupungato, którą nazwano „Monte Cassino” (5 220 m n.p.m.) dla upamiętnienia 25-lecia bitwy o Monte Cassino. Zdobywcy zbudowali w pobliżu szczytu małą piramidkę, w której ukryli m.in. Krzyż Pamiątkowy Monte Cassino i grudki ziemi spod Monte Cassino i z grobów harcerzy z batalionów „Zośka” i „Parasol”.
25 stycznia tego roku wyprawa wyruszyła na niezdobyty dotąd szczyt leżący w łańcuchu górskim Cordón de Pomez. Szczyt ten został zdobyty przez Marka Gaińskiego i Ryszarda Czerniawskiego i nazwany „Bór-Komorowski”. Marek Gaiński zginął w czasie tej wyprawy.
Czerniawski brał również udział w 1. wejściu na Cerro Anders w 1971 roku.